# Árpád Tamásy von Fogaras

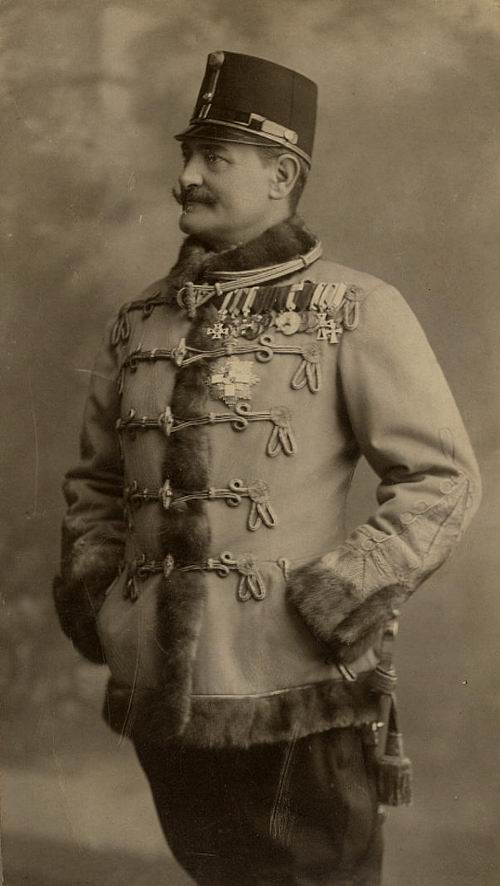
Árpád Tamásy von Fogaras 1910

Árpád Tamásy von Fogaras, auch Árpád Tamássy von Fagaras (* 9. Dezember 1861 in Rupea; † 1. Februar 1939 in Budapest), war ein österreichisch-ungarischer Offizier, zuletzt Feldzeugmeister, Sektionschef im Kriegsministerium, im Ersten Weltkrieg Divisionskommandeur der Festung Przemyśl, schließlich Kommandant des 4. Armeekorps.

## Biographie

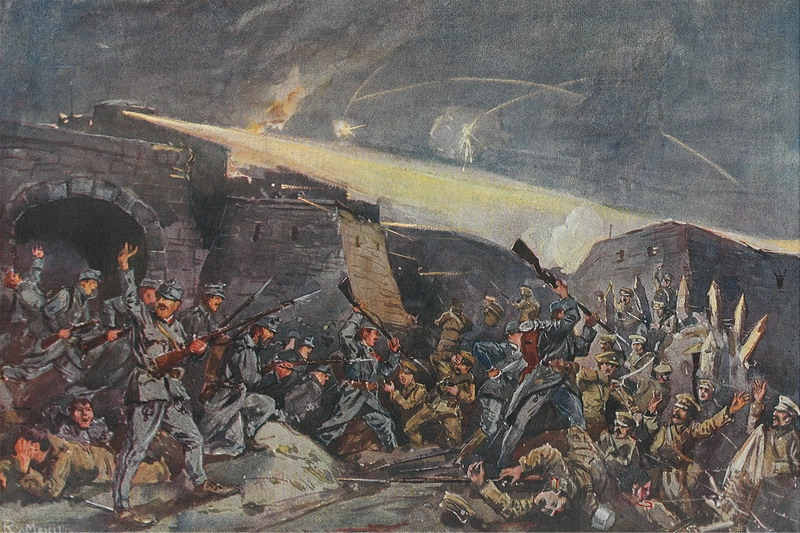
Nahkampf am Fort Siedlicke anlässlich der 1. Belagerung von Przemysl

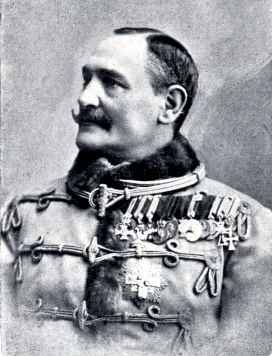
FZM Árpád Tamásy von Fogaras 1918

Nach erfolgreichem Abschluss der Theresianischen Militärakademie in Wiener Neustadt und der k.u.k. Kriegsschule (Kriegsakademie) wurde er als Stabsoffizier auf verschiedenen Posten eingesetzt. So war er bis 1895 als Hauptmann 1. Klasse dem Generalstabskorps, danach als Major dem 15. Korps in Sarajewo zugeteilt. 1902 wurde er im Rang eines Oberstleutnants (1909 Oberst) vom Kaiser ins Reichskriegsministerium (seit 1911 k. u. k. Kriegsministerium) berufen, wo er bis zum Beginn des Weltkriegs Sektionschef, verantwortlich für die 1. Abteilung sowie 2. St.-, 2. W.- und 3. R.- Abteilung war.
Zwischenzeitlich wurde er am 1. November 1910 (Rang vom 12. November 1910) zum Generalmajor und am 1. November 1913 (Rang vom 11. November desselben Jahres) zum Feldmarschallleutnant befördert.
Im September 1914 wurde Tamásy dazu ausgewählt die 23. Honvéd-Infanterie-Division zu befehligen.  Unter dem Festungskommandanten von Przemyśl  General der Infanterie Hermann Kusmanek von Burgneustädten  verteidigte er mit den Truppen als Divisionskommandeur die Stadt. Während der ersten Belagerung von Przemyśl vom 16. September bis zum 9. Oktober 1914 konnten die 3. Russische Armee unter Führung von General Radko Dimitriew noch zurückgeschlagen werden, doch beim zweiten Mal mussten sich die Verteidiger geschlagen geben und kapitulierten am 15. März 1915. Kusmanek, Tamásy sowie knapp 130 000 Offiziere und Soldaten gerieten in Kriegsgefangenschaft, die für alle erst durch die gestellten Vorbedingungen des  Friedensvertrags von Brest-Litowsk Anfang 1918 endete. Dem Feldmarschalleutnant wurde seine Ernennung zum Feldzeugmeister in Abwesenheit vom 1. August 1917 (Rang vom 13. August des Jahres) am 19. Februar 1918 bestätigt.
Nur für einen Monat übernahm er wieder seine Honved-Division, um daraufhin FML Rudolf Krauss als Kommandeur des 22. Infanteriekorps abzulösen. Am 15. Juli 1918 schließlich löste er den General der Kavallerie Alois Fürst von Schönburg-Hartenstein als Kommandant des 4. Armeekorps ab. In der Schlacht von Vittorio Veneto brach die Front auf seiner Linie ein, da die Soldaten seiner meist aus Ungarn bestehenden Truppen in Massen desertierten, um dem Aufruf zur Rückkehr des neu gegründeten Ungarischen Parlaments zu folgen.
Der hochdekorierte Offizier wurde am 1. Januar 1919 pensioniert und lebte fortan in Budapest.

## Österreichische Militärauszeichnungen (Stand 31. Dezember 1918)
- Militär-Jubiläumskreuz 1908
- Militär-Jubiläumsmedaille 1898
- Silberne Hof-Jubiläumsmedaille 1898
- Dienstzeichen für Offiziere III. Klasse
- Kriegsmedaille
- Bronzene Militär-Verdienstmedaille
- Militärverdienstkreuz III. Klasse
- Orden der Eisernen Krone Ritter III. Klasse
- Leopoldorden Ritterkreuz
- Franz-Joseph-Orden Kommandeur
- Orden der Eisernen Krone Ritter II. Klasse, Kriegsdekoration mit Schwertern
- Leopoldorden Kommandeure, Kriegsdekoration mit Schwertern